# HMS Tamar (station côtière)
Pour les articles homonymes, voir HMS Tamar.
HMS Tamar (添馬艦) est le nom de la base navale de la Royal Navy à Hong Kong de 1897 à 1997. Elle est nommée d'après le HMS Tamar (en), un navire qui servait de base jusqu'à ce qu'il soit remplacé par des bâtiments à terre.
Peu de temps avant la rétrocession de Hong Kong à la Chine, elle est déplacée au nord de Stonecutter's Island au large de Kowloon puis fermée le 11 avril 1997. Ses installations servent aujourd'hui de chantier naval du gouvernement de Hong Kong sous le nom de Government Dockyard.

## Histoire

### XIXesiècle
La marine britannique est arrivée dans la région pendant la première guerre de l'opium pour protéger les commerçants d'opium. Edward Belcher, à bord du HMS Sulphur, débarque à Hong Kong le 25 janvier 1841 au cap de Possession Point. L'actuelle Possession Street (en) porte ce nom pour commémorer l'évènement, bien que son nom chinois soit 水坑口街 (« rue de l'embouchure du ruisseau »).

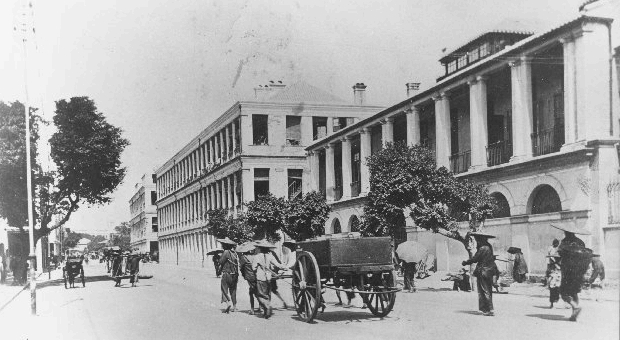
Bâtiments des docks navals (centre) sur Queen's Road en 1894.

Le commodore Gordon Bremer (en) fait hisser l'Union Jack et revendique la possession de Hong Kong le 26 janvier 1841. Des hangars de magasins navals y sont érigés en avril 1841. Le site est appelé HM Victualling Yard dans le registre de la Marine. Le premier magasinier naval et agent ravitailleur, Thomas McKnight, nommé le 21 mars 1842, servit jusqu'en octobre 1849. Les premières cartes montrent que d'importantes constructions sont également réalisées sur un autre site, légèrement plus à l'ouest, entre 1845 et 1855. En fait, les autorités navales démolissent les hangars de magasin de West Point et cède le terrain au gouvernement colonial en 1854 en échange d'un autre terrain où se trouve aujourd'hui la station de métro Admiralty.
La seconde guerre de l'opium en Chine (1856–1860) provoque un renforcement militaire, au cours duquel la cour s'étend vers l'ouest en avril 1858. Une cour d'avitaillement est ajoutée à ce qui est alors la caserne nord. Deux officiers sont d'abord nommés respectivement responsables des machines et des pièces de rechange nécessaires à l'entretien et à la réparation des navires dans le chantier naval, et des marchandises sèches et des denrées alimentaires dans la cour d'avitaillement.
Le HMS Tamar (en) est un navire transport de troupes britannique de 3 650 tonnes construit en 1862 et lancé en 1863. Il se rend pour la première fois à Hong Kong en 1878 avec des équipages de secours, et revient une nouvelle fois en 1886. Il arrive finalement à Victoria le 11 avril 1897. Il reste stationné en permanence dans le port de 1897 à 1941, lorsqu'il est sabordé pendant la bataille de Hong Kong pour éviter d'être capturé par les forces impériales japonaises.

### XXesiècle

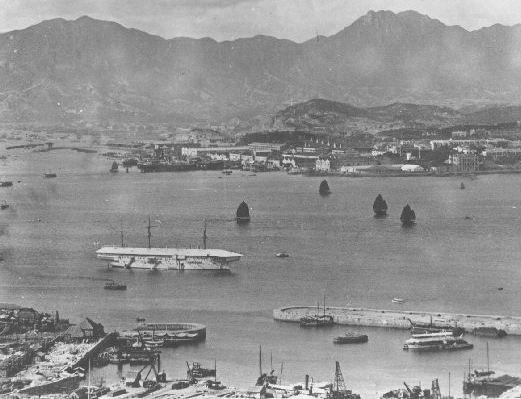
Le HMS Tamar (navire blanc) ancré au large du chantier naval (1905).

Au tournant du XXe siècle, des terrains adjacents au site sont nécessaires pour un agrandissement. Ne pouvant l'obtenir, le site étant entouré de casernes de l'armée, la Marine entame en 1902 les travaux de construction d'un bassin flottant (baie abritée) et le remblayage du bras Est de l'arsenal. Ce projet, portant sur 160 000 m² de terre-pleins, un bassin flottant de 36 000 m² pour réparer et remettre en état les navires à flot, ainsi qu'une cale sèche de 183 mètres, est achevé en 1908.
À la fin de la Seconde Guerre mondiale, la Royal Navy rétablit sa base navale à la caserne Wellington, laissée vacante par l'armée britannique.
Le 28 novembre 1957, la Marine annonce que le chantier naval sera fermé sur une période de 2 ans. Cependant, en 1959, la Marine, qui avait conservé des terres sur le front de mer, commence à planifier une base navale compacte sur le site.
De 1959 à 1962, la caserne Wellington est modernisée pour mieux servir la colonie et refléter l'évolution de la Royal Navy dans la région du Pacifique. Les anciens bâtiments navals sont démolis et les gravats utilisés comme matériau pour le remplissage de la cale sèche en octobre 1959.

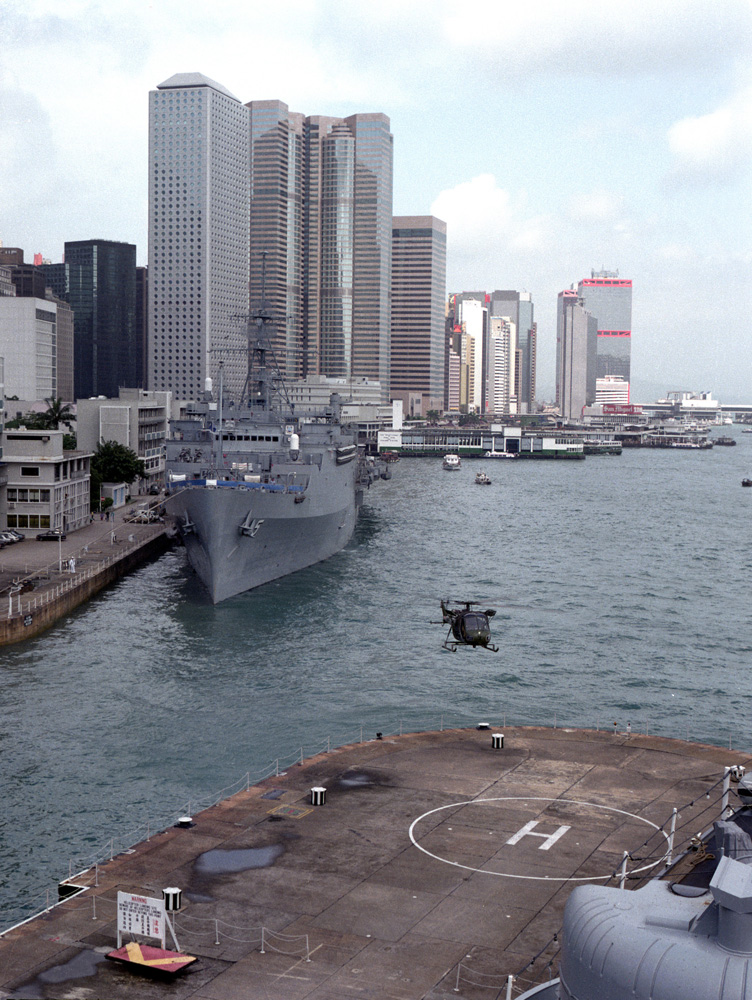
L'USS Ogden ancré à HMS Tamar en 1992.

La Royal Navy décide de démolir la caserne Wellington et de construire une installation navale moderne à Hong Kong. Le bâtiment Prince of Wales est achevé en 1978 et devient le quartier général de la nouvelle base navale, appelée HMS Tamar.
Peu de temps avant le départ des forces britanniques en 1997, le bassin de Tamar est rempli et l'armée populaire de libération chinoise occupe le bâtiment Prince of Wales (aujourd'hui appelé « bâtiment des forces de l'Armée populaire de libération chinoise à Hong Kong », ou collectivement avec d'autres bâtiments et l'espace clos de murs, la « caserne centrale »).
La base navale est déplacée au nord de Stonecutter's Island au large de Kowloon, avant la rétrocession de Hong Kong à la Chine le 1er juillet 1997. Le 11 avril 1997, un peu plus de cent ans depuis l'arrivée définitive du HMS Tamar pour servir de navire de dépôt de base (le Tamar était arrivé à Hong Kong pour conversion le 30 septembre 1895) et un peu moins d'un siècle après sa mise en service le 1er octobre 1897, l'établissement naval britannique de Hong Kong est mis hors service.
Les restes de HMS Tamar sur Stonecutters Island sont maintenant une installation maritime gouvernementale, connue sous le nom de Government Dockyard. Le site libéré à Central, maintenant connu sous le nom de Tamar, devient un site immobilier cher et après de nombreux débats sur la meilleure façon d'utiliser l'emplacement, il accueille aujourd'hui le nouveau complexe du gouvernement central (en).

## Administration

### Commodore en charge, Hong Kong
Sources : Royal Navy Senior Appointments from 1865.

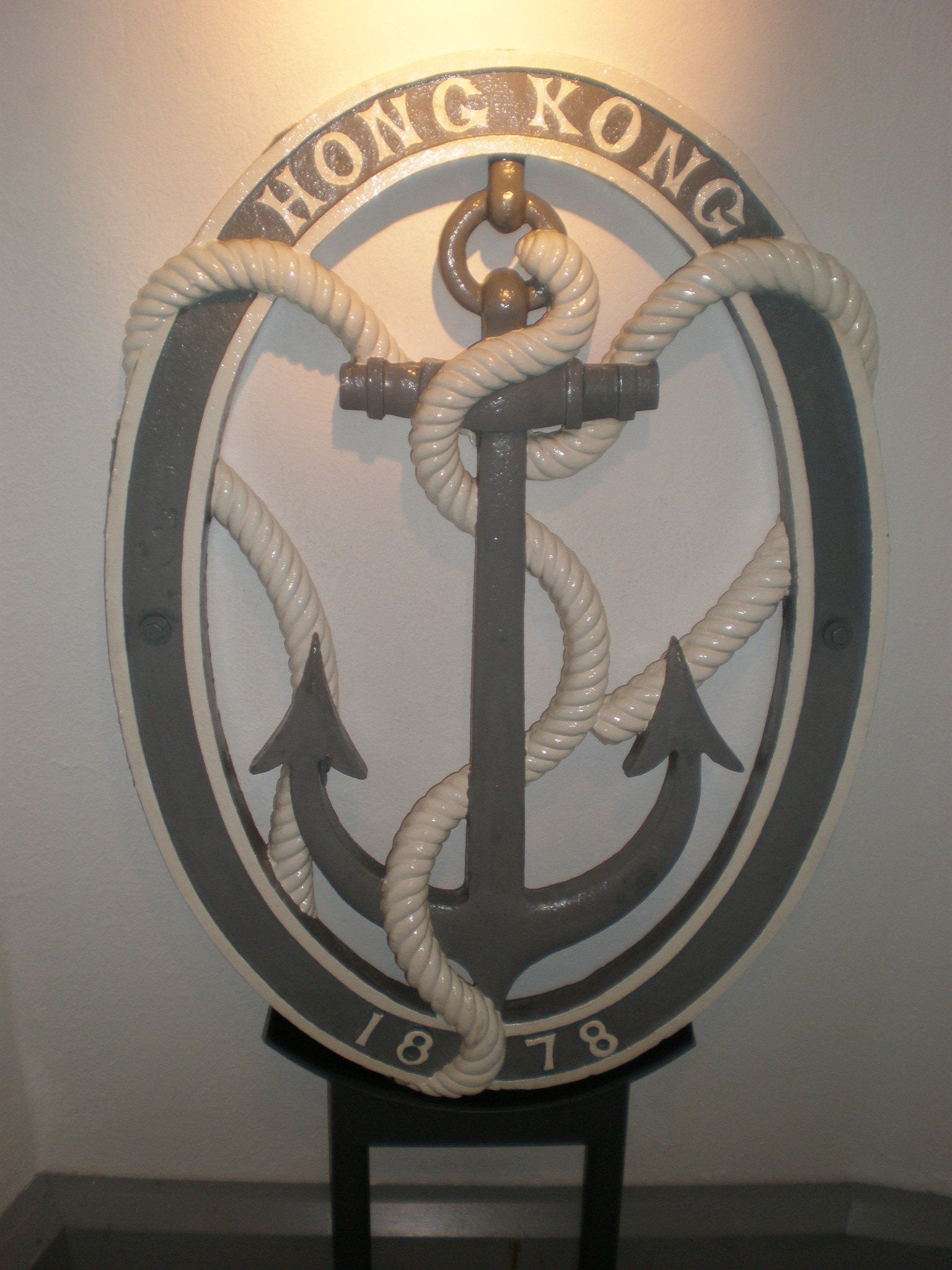
Emblème de la porte de la base navale.

- Commodore Oliver J. Jones: Mars 1866 – Décembre 1869
- Commodore John A.P. Price: Décembre 1869 – Septembre 1870
- Commodore Francis H. Shortt: Septembre 1870 – Août 1873
- Commodore John E. Parish: Août 1873 – Mars 1876
- Commodore George W. Watson: Mars 1876 – Mars 1879
- Commodore Thomas E. Smith: Mars 1879 – Mai 1881
- Commodore William H. Cuming: Mai 1881 – Février 1884
- Commodore George Digby Morant: Février 1884 – Février 1887
- Commodore William H. Maxwell: Février 1887 – Décembre 1888
- Commodore Edmund J. Church: Décembre 1888 – Décembre 1891
- Commodore Henry St.L. Bury Palliser: Décembre 1891 – Juin 1893
- Commodore George T.H. Boyes: Juin 1893 – Juillet 1896
- Commodore Swinton C. Holland: Juillet 1896 – Mars 1899
- Commodore Francis Powell: Mars 1899 – Mars 1902
- Commodore Charles G. Robinson: Mars 1902 – Février 1904
- Commodore Charles Gauntlett Dicken: Février 1904 – Septembre 1905
- Commodore Hugh P. Williams: Septembre 1905 – Avril 1907
- Commodore Robert H.S. Stokes: Avril 1907 – Octobre 1908
- Commodore Herbert Lyon: Octobre 1908 – Juillet 1910
- Commodore Cresswell J. Eyres: Juillet 1910 – Juillet 1912
- Contre-amiral Robert H. Anstruther: Juillet 1912 – Mai 1916 (en tant que contre-amiral en charge, Hong Kong)
- Commodore Henry G.G. Sandeman: Mai 1916 – Mai 1918
- Commodore Victor G. Gurner: Mai 1918 – Juin 1920
- Commodore William Bowden-Smith: Juin 1920 – Juin 1922
- Commodore Henry E. Grace: Juin 1922 – Octobre 1924
- Commodore Anselan J.B.Stirling: Octobre 1924 – Novembre 1926
- Commodore John L. Pearson: Novembre 1926 – Octobre 1928
- Commodore Richard A. S. Hill: Octobre 1928 – Novembre 1930
- Commodore Arthur H. Walker: Novembre 1930 – Août 1932
- Commodore Edward McC. W. Lawrie: Août 1932 – Juin 1933
- Commodore Frank Elliott: Juin 1933 – Avril 1935
- Commodore Cyril G.Sedgwick: Avril 1935 – Avril 1937
- Commodore Edward B.C.Dicken: Avril 1937 – Avril 1939
- Commodore Arthur M. Peters: Avril 1939 – Novembre 1940 (comme Commodore en charge, établissements navals, Hong Kong)
- Commodore Alfred C. Collinson: Novembre 1940 – Décembre 1941
- Commodore Douglas H. Everett: Août 1945 – Juin 1947
- Commodore Charles L. Robertson: Juin 1947 – Juin 1949
- Commodore Leslie N. Brownfield: Juin 1949 – Juillet 1951
- Commodore Harold G. Dickinson: Juillet 1951 – Juillet 1953
- Commodore Anthony H. Thorold: Juillet 1953 – Juin 1955
- Commodore John H. Unwin: Juin 1955 – Mars 1957
- Commodore G. David A. Gregory: Mars 1957 – Avril 1960
- Commodore Adrian R.L. Butler: Avril 1960 – Octobre 1962
- Commodore George O.Symonds: Novembre 1962 – Février 1965
- Commodore Frank D. Holford: Février 1965 – Janvier 1967
- Commodore Thomas H.P. Wilson: Janvier 1967 – Octobre 1968
- Commodore Philip R.C. Higham: Octobre 1968 – Juillet 1970
- Commodore Roger E.S. Wykes-Sneyd: Juillet 1970 – Août 1972
- Commodore John K. Stevens: Août 1972 – Août 1973
- Commodore John A.G. Evans: Août 1973 – Octobre 1975

### Capitaine en charge, Hong Kong[7]
- Captaine Richard L. Garnons-Williams: Octobre 1975 – Mars 1978
- Captaine Robert W. Moland: Mars 1978 – Juin 1980
- Captaine Andrew A. Waugh: Juin 1980 – Juin 1982
- Captaine Frederick A. Collins: Juin 1982 – Mars 1985
- Captaine Christopher W. Gotto: Mars 1985 – Juillet 1987
- Captaine Peter Dalrymple-Smith: Juillet 1987 – Janvier 1990
- Captaine Michael C. Gordon Lennox: Janvier 1990 – 1992
- Captaine Thomas L.M. Sunter: 1992–1994
- Captaine Peter J. Melson: 1994–1995
- Captaine Andrew K. Steele: 1995–1996

## Escadrons à Hong Kong
Voici une liste des escadrons navals et des flottes qui ont élu domicile à Tamar :
- Escadron de Chine 1844–1941, 1945–1992
- Flotte d'Extrême-Orient/Escadron de Hong Kong 1969–1971
- Escadron Dragon 1971–1992
- 3 Raiding des Royal Marines
- Réserves volontaires de la marine royale de Hong Kong 1967–1996; fusionné avec la Royal Naval Reserve (RNR) 1971
- LEP 1905–1996
- Escadron Dragon
- 120e escadron de déminage 1958–1966; transféré à Singapour
- 6e escadron de lutte contre les mines 1969–1997
- 6e escadron de patrouilleurs 1970–1997
- Base d'opérations et d'entraînement 1934–1997
- 3 Commando Brigade Royal Marines
- 47 Royal Marines
- Flotte britannique du Pacifique des années 1840 à 1948 ; à Singapour comme Flotte d'Extrême-Orient
- Flottille de Hong Kong 1840s–1941, 1948–1992
- Station chinoise - 4e flottille de sous-marins, flottille du Yangtsé, flottille de la rivière de l'Ouest, 8e flottille de destroyers
- 5e escadron de croiseurs
- 1ère flottille d'escorte
- 4e flottille de frégates ?–1952
- Escadron de frégates 1952–1976
- Escadron de croiseurs légers
- 415 Troupe maritime
- Naval Party 1009 (unité d'aéroglisseur)

## Installations navales

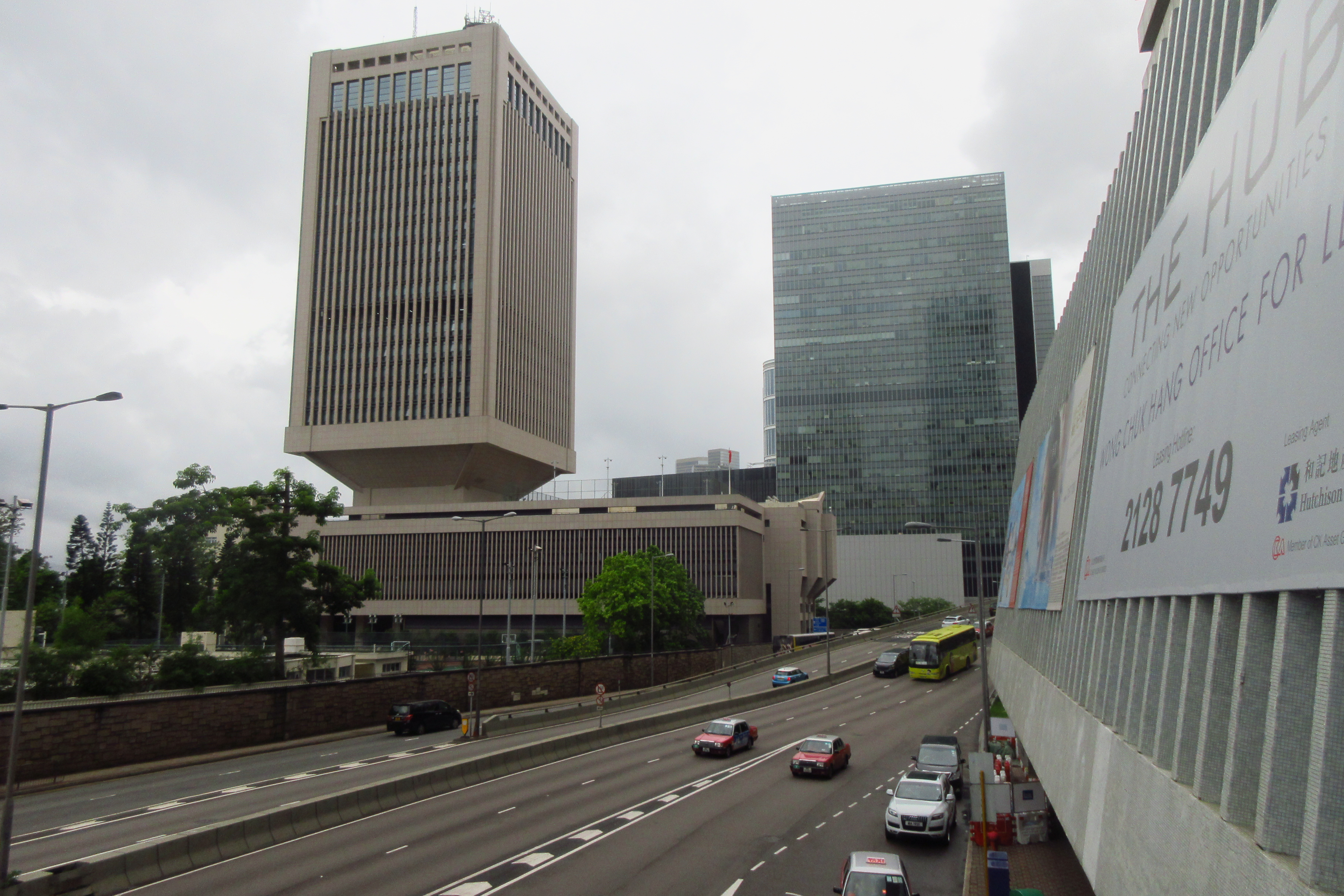
Le bâtiment Prince of Wales, le siège principal de la base navale HMS Tamar de 1978 à 1997.

Une liste des installations utilisées ou construites par la Royal Navy à Hong Kong :
- Bâtiment Prince of Wales 1978–1997; maintenant caserne centrale de l'armée populaire de libération
- Cales sèches de Lamont et Hope
- Docks d'Aberdeen - détruits
- Cale sèche 1902–1959
- Chantier naval de Taikoo – Chantiers navals unis de Hong Kong
- Chantiers navals de la Royal Navy 1902–1959
- Caserne de Sai Wan 1844–1846
- Caserne Wellington 1946-1978, en tant que HMS Tamar (démoli)
- Caserne nord 1850–1856, 1887–1959; de l'armée et au gouvernement de Hong Kong 1959
- Caserne Victoria
- Redoute et fortifications de Lei Yue Mun 1885–1887
- Fort de Lei Yue Mun 1887–1987
- Batteries de marche arrière, centrale, ouest et passe des années 1880
- Station de torpilles Brennan 1890 - Lei Yue Mun
- Hôpital royal naval, Wan Chai; aujourd'hui sanatorium Ruttonjee
- Hôpital des marins 1843–1873; remplacé par l'hôpital royal naval
- RMS Queen Mary 1945-1946, en tant qu'hôpital
- Hôpital du mémorial de guerre (Matilda) 1946–1959
- Hôpital militaire britannique 1959–1995
- Island Group Practice 1995–1997, a remplacé l'hôpital militaire britannique
- HMS Princess Charlotte (en) et HMS Victor Emmanuel (en) – Navires de réception
- Bassin de marée 1902–1959
- Bassin à bateaux 1902–1959
- Cours de ravitaillement HM 1859–1946

Une liste des installations utilisées ou construites par la Royal Navy à Hong Kong :
- Salle de garde
- Bloc Chichester
- Quais d'Aberdeen
- Hôpital royal naval, Wan Chai; aujourd'hui sanatorium Ruttonjee
- Hôpital des marins 1843–1873
- HMS Tamar – Navire de réception 1897–1941
- HMS Minden (en) 1841–milieu des années 1840 – navire-hôpital
- HMS Alligator (en) années 1840–1865 – navire-hôpital
- HMS Melville (en) années 1860–1873 – navire-hôpital (Escadron des Indes orientales)

## Navires
- Bateaux de service - y compris Victoria
- Ferries RN (T-boats tels que Ah Moy). Numéros comme T1. T2 etc. Pour transporter le personnel de service à travers Victoria Harbour, avec trois arrêts, HMS Tamar (Amiralty), Stonecutter's island (base militaire britannique), embarcadère public de Kowloon.